# خالد الملا (لاعب كرة يد)
خالد الملا (بالإنجليزية: Khaled Al-Mulla) هو لاعب كرة يد كويتي وُلد في 14 ديسمبر 1967. شارك في الألعاب الأولمبية الصيفية 1996.
كما فاز بالميدالية الفضية في كرة اليد في دورة الألعاب الآسيوية 1998.

## وصلات خارجية
- Khaled Al-Mulla على موقع أوليمبيديا (الإنجليزية)